# Liste des conseillers généraux du Pas-de-Calais
Pour un article plus général, voir Conseil général du Pas-de-Calais.
Cet article contient la liste des conseillers généraux du Pas-de-Calais élus jusqu'en 2015.
À partir de 2015, voir : Liste des conseillers départementaux du Pas-de-Calais
Le Pas-de-Calais est un département de France.

## Composition du conseil général

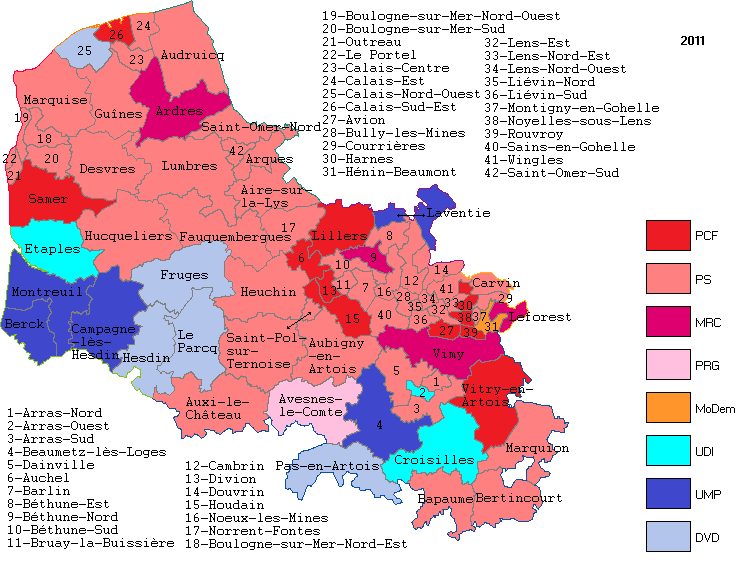
Carte électorale des cantons du Pas-de-Calais en 2011

| Parti                                | Sigle | Élus |
| ------------------------------------ | ----- | ---- |
| Majorité (63 sièges)                 |       |      |
| Parti Communiste Français            | PCF   | 11   |
| Parti Socialiste                     | PS    | 45   |
| Mouvement républicain et citoyen     | MRC   | 4    |
| Divers gauche                        | DVG   | 2    |
| Parti radical de gauche              | PRG   | 1    |
| Non-inscrit                          |       |      |
| Mouvement Démocrate                  | MD    | 1    |
| Opposition (13 sièges)               |       |      |
| Union pour un mouvement populaire    | UMP   | 5    |
| Divers droite                        | DVD   | 5    |
| Union des démocrates et indépendants | UDI   | 3    |
| Président du Conseil Général         |       |      |
| Michel Dagbert (PS)                  |       |      |

## Liste des conseillers généraux (2011 - 2015)
| Canton                                | Circonscription | Conseiller général     | Parti | Parti | Série |
| ------------------------------------- | --------------- | ---------------------- | ----- | ----- | ----- |
| Arrondissement d'Arras                |                 |                        |       |       |       |
| Canton d'Arras-Nord                   | 2               | Nicolas Desfachelle    |       | PS    | 2011  |
| Canton d'Arras-Ouest                  | 2               | Denise Bocquillet      |       | UDI   | 2011  |
| Canton d'Arras-Sud                    | 2               | Jean-Louis Cottigny    |       | PS    | 2011  |
| Canton d'Aubigny-en-Artois            | 1               | Jean-Michel Desailly   |       | PS    | 2008  |
| Canton d'Auxi-le-Château              | 1               | Henri Dejonghe         |       | PS    | 2008  |
| Canton d'Avesnes-le-Comte             | 1               | Jean-Pierre Defontaine |       | PRG   | 2011  |
| Canton de Bapaume                     | 1               | Véronique Thiébaut     |       | PS    | 2014  |
| Canton de Beaumetz-lès-Loges          | 1               | Michel Petit           |       | UMP   | 2011  |
| Canton de Bertincourt                 | 1               | Jean-Claude Hoquet     |       | PS    | 2008  |
| Canton de Croisilles                  | 1               | Bruno Duvergé          |       | UDI   | 2008  |
| Canton de Dainville                   | 2               | Françoise Rossignol    |       | PS    | 2011  |
| Canton d'Heuchin                      | 6               | Jean-Marie Olivier     |       | PS    | 2008  |
| Canton de Marquion                    | 1               | Julien Olivier         |       | PS    | 2008  |
| Canton de Pas-en-Artois               | 1               | Ernest Auchart         |       | DVD   | 2008  |
| Canton de Saint-Pol-sur-Ternoise      | 1               | Maurice Louf           |       | PS    | 2011  |
| Canton de Vimy                        | 2               | Bertrand Alexandre     |       | MRC   | 2011  |
| Canton de Vitry-en-Artois             | 1               | Martial Stienne        |       | PCF   | 2011  |
| Arrondissement de Béthune             |                 |                        |       |       |       |
| Canton d'Auchel                       | 8               | René Hocq              |       | PCF   | 2008  |
| Canton de Barlin                      | 10              | Michel Dagbert         |       | PS    | 2011  |
| Canton de Béthune-Est                 | 9               | Raymond Gaquère        |       | PS    | 2011  |
| Canton de Béthune-Nord                | 9               | Isabelle Péru          |       | MRC   | 2008  |
| Canton de Béthune-Sud                 | 9               | Alain Delannoy         |       | PS    | 2011  |
| Canton de Bruay-la-Buissière          | 10              | Bernard Cailliau       |       | PS    | 2008  |
| Canton de Cambrin                     | 12              | Odette Duriez          |       | PS    | 2011  |
| Canton de Divion                      | 10              | André Delcourt         |       | PCF   | 2008  |
| Canton de Douvrin                     | 12              | Frédéric Wallet        |       | PS    | 2011  |
| Canton de Houdain                     | 10              | Daniel Dewalle         |       | PCF   | 2011  |
| Canton de Laventie                    | 9               | Roger Douez            |       | UMP   | 2008  |
| Canton de Lillers                     | 9               | Lucien Andriès         |       | PCF   | 2011  |
| Canton de Nœux-les-Mines              | 10              | Jacques Villedary      |       | PS    | 2008  |
| Canton de Norrent-Fontes              | 8               | Jacques Napieraj       |       | PS    | 2008  |
| Arrondissement de Boulogne-sur-Mer    |                 |                        |       |       |       |
| Canton de Boulogne-sur-Mer-Nord-Est   | 5               | Claude Allan           |       | PS    | 2008  |
| Canton de Boulogne-sur-Mer-Nord-Ouest | 5               | Dominique Dupilet      |       | PS    | 2011  |
| Canton de Boulogne-sur-Mer-Sud        | 5               | Christian Baly         |       | PS    | 2011  |
| Canton de Desvres                     | 6               | Claude Prudhomme       |       | PS    | 2011  |
| Canton de Marquise                    | 6               | Martial Herbert        |       | PS    | 2008  |
| Canton d'Outreau                      | 5               | Julien Ledoux          |       | PS    | 2008  |
| Canton du Portel                      | 5               | Jean-Claude Étienne    |       | PS    | 2011  |
| Canton de Samer                       | 5               | Jean-Claude Juda       |       | PCF   | 2008  |
| Arrondissement de Calais              |                 |                        |       |       |       |
| Canton de Calais-Centre               | 7               | Philippe Vasseur       |       | PS    | 2011  |
| Canton de Calais-Est                  | 7               | Serge Péron            |       | PS    | 2011  |
| Canton de Calais-Nord-Ouest           | 7               | Michel Hamy            |       | DVD   | 2008  |
| Canton de Calais-Sud-Est              | 7               | Marcel Levaillant      |       | PCF   | 2011  |
| Canton de Guînes                      | 6               | Hervé Poher            |       | DVG   | 2008  |
| Arrondissement de Lens                |                 |                        |       |       |       |
| Canton d'Avion                        | 3               | Jean-Marc Tellier      |       | PCF   | 2011  |
| Canton de Bully-les-Mines             | 12              | Michel Vancaille       |       | PS    | 2008  |
| Canton de Carvin                      | 11              | Daniel Maciejasz       |       | PS    | 2011  |
| Canton de Courrières                  | 11              | Jean-Pierre Corbisez   |       | PS    | 2008  |
| Canton d'Harnes                       | 3               | Yvan Druon             |       | PCF   | 2008  |
| Canton d'Hénin-Beaumont               | 11              | Jean Urbaniak          |       | MoDem | 2008  |
| Canton de Leforest                    | 11              | Sabine Van Heghe       |       | MRC   | 2008  |
| Canton de Lens-Est                    | 3               | Charles Depoorter      |       | PS    | 2008  |
| Canton de Lens-Nord-Est               | 3               | Marie-Paule Ledent     |       | PS    | 2011  |
| Canton de Lens-Nord-Ouest             | 3               | Ghislaine Clin         |       | PS    | 2008  |
| Canton de Liévin-Nord                 | 12              | Michel Lardez          |       | PS    | 2008  |
| Canton de Liévin-Sud                  | 12              | Laurent Duporge        |       | PS    | 2011  |
| Canton de Montigny-en-Gohelle         | 11              | Jean-Marie Picque      |       | PS    | 2011  |
| Canton de Noyelles-sous-Lens          | 3               | Bruno Troni            |       | PCF   | 2008  |
| Canton de Rouvroy                     | 11              | Dominique Watrin       |       | PCF   | 2011  |
| Canton de Sains-en-Gohelle            | 10              | Alain Lefèbvre         |       | PS    | 2008  |
| Canton de Wingles                     | 12              | Didier Hiel            |       | PS    | 2008  |
| Arrondissement de Montreuil           |                 |                        |       |       |       |
| Canton de Berck                       | 4               | Bruno Cousein          |       | UMP   | 2011  |
| Canton de Campagne-lès-Hesdin         | 4               | Ghislain Tétard        |       | UMP   | 2011  |
| Canton d'Étaples                      | 4               | Geneviève Margueritte  |       | UDI   | 2011  |
| Canton de Fruges                      | 4               | Jean-Marie Lubret      |       | DVD   | 2008  |
| Canton de Hesdin                      | 4               | Robert Therry          |       | DVD   | 2008  |
| Canton de Hucqueliers                 | 4               | Jean Wallon            |       | PS    | 2008  |
| Canton de Montreuil                   | 4               | Bernard Pion           |       | UMP   | 2008  |
| Canton du Parcq                       | 4               | Jean-Claude Darque     |       | DVD   | 2011  |
| Arrondissement de Saint-Omer          |                 |                        |       |       |       |
| Canton d'Aire-sur-la-Lys              | 8               | Jean-Claude Dissaux    |       | PS    | 2008  |
| Canton d'Ardres                       | 6               | Ludovic Loquet         |       | MRC   | 2011  |
| Canton d'Arques                       | 8               | Michel Lefait          |       | PS    | 2011  |
| Canton d'Audruicq                     | 7               | Olivier Majewicz       |       | PS    | 2011  |
| Canton de Fauquembergues              | 6               | Alain Méquignon        |       | DVG   | 2011  |
| Canton de Lumbres                     | 6               | Jean-Claude Leroy      |       | PS    | 2008  |
| Canton de Saint-Omer-Nord             | 8               | Bertrand Petit         |       | PS    | 2008  |
| Canton de Saint-Omer-Sud              | 8               | Jean-Marie Barbier     |       | PS    | 2008  |

## Composition du conseil général sous la mandature2008-2011

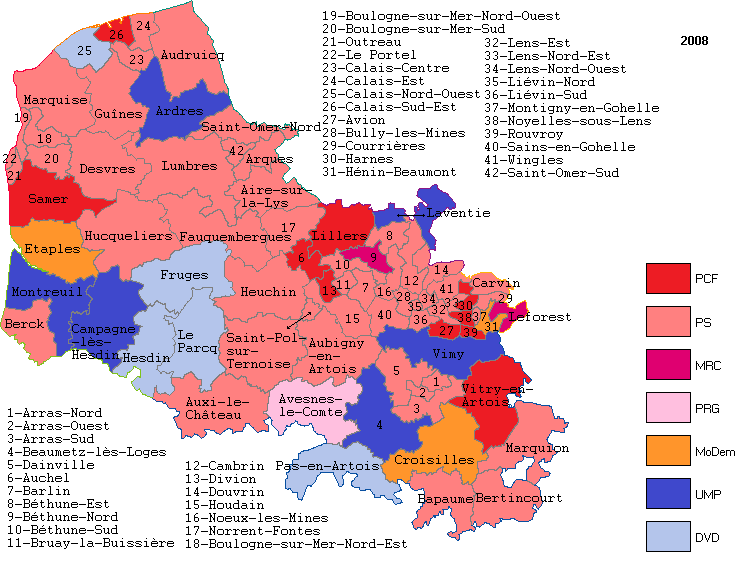
Carte électorale des cantons du Pas-de-Calais en 2008

| Partis       | Partis                             | Élus  | Élus  | +/- |
| Partis       | Partis                             | Total | %     | +/- |
| ------------ | ---------------------------------- | ----- | ----- | --- |
|              | Parti Socialiste                   | 50    | 64,93 | +7  |
|              | Parti Communiste Français          | 10    | 12,99 | -1  |
|              | Mouvement Républicain et Citoyen   | 2     | 02,60 | =   |
|              | Parti Radical de Gauche            | 1     | 01,30 | =   |
| Total gauche | Total gauche                       | 63    | 81,82 | +14 |
|              | Union pour un Mouvement Populaire. | 6     | 07,79 | -14 |
|              | Divers Droite                      | 5     | 06,49 | +1  |
|              | Mouvement Démocrate                | 3     | 03,90 | -2  |
| Total droite | Total droite                       | 14    | 18,18 | -13 |

## Composition du conseil général sous la mandature2004-2008

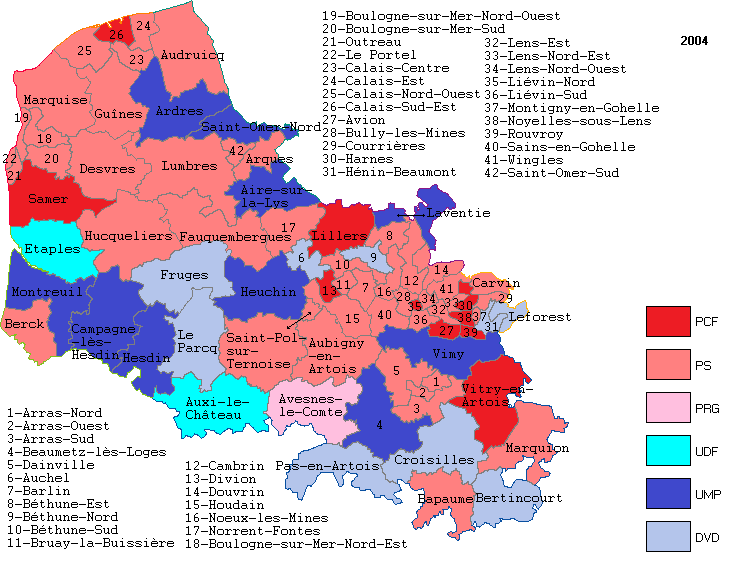
Carte électorale des cantons du Pas-de-Calais en 2004

| Partis       | Partis                             | Élus  | Élus  | +/- |
| Partis       | Partis                             | Total | %     | +/- |
| ------------ | ---------------------------------- | ----- | ----- | --- |
|              | Parti Socialiste                   | 45    | 58,44 | +7  |
|              | Parti Communiste Français          | 10    | 12,99 | -1  |
|              | Parti Radical de Gauche            | 1     | 01,30 | =   |
| Total gauche | Total gauche                       | 56    | 72,73 | +14 |
|              | Union pour un Mouvement Populaire. | 10    | 12,99 | -14 |
|              | Divers Droite                      | 9     | 11,69 | +1  |
|              | Union pour la Démocratie Française | 2     | 02,60 | -2  |
| Total droite | Total droite                       | 21    | 27,27 | -13 |

## Composition du conseil général sous la mandature2001-2004

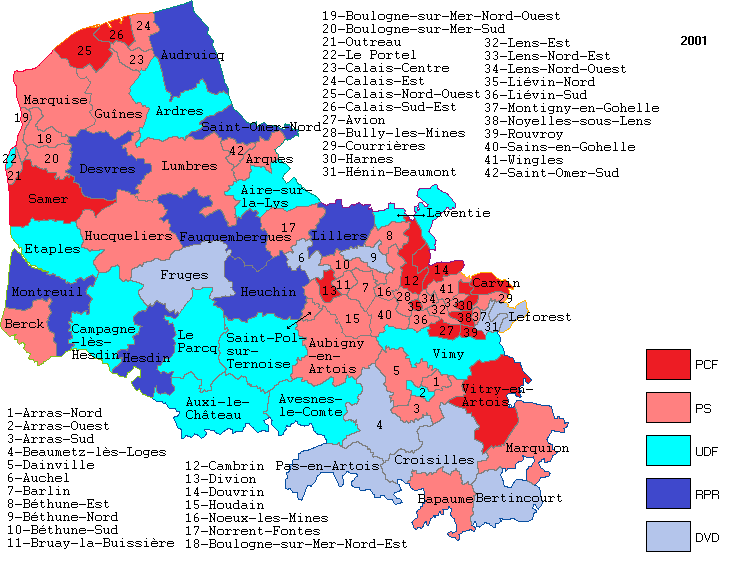
Carte électorale des cantons du Pas-de-Calais en 2001

| Partis       | Partis                             | Élus  | Élus  | +/- |
| Partis       | Partis                             | Total | %     | +/- |
| ------------ | ---------------------------------- | ----- | ----- | --- |
|              | Parti Socialiste                   | 35    | 45,45 | +7  |
|              | Parti Communiste Français          | 13    | 16,88 | -1  |
| Total gauche | Total gauche                       | 48    | 62,34 | +14 |
|              | Union pour la Démocratie Française | 12    | 15,58 | -2  |
|              | Rassemblement Pour la République.  | 8     | 10,39 | -14 |
|              | Divers Droite                      | 9     | 11,69 | +1  |
| Total droite | Total droite                       | 29    | 37,66 | -13 |

## Composition du conseil général sous la mandature1998-2001

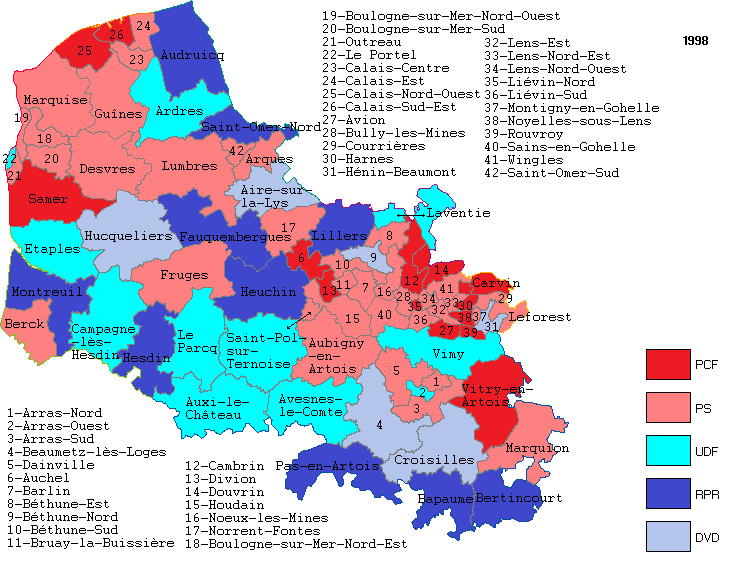
Carte électorale des cantons du Pas-de-Calais en 1998

| Partis       | Partis                             | Élus  | Élus  | +/- |
| Partis       | Partis                             | Total | %     | +/- |
| ------------ | ---------------------------------- | ----- | ----- | --- |
|              | Parti Socialiste                   | 36    | 45,45 | +7  |
|              | Parti Communiste Français          | 14    | 16,88 | -1  |
| Total gauche | Total gauche                       | 50    | 62,34 | +14 |
|              | Union pour la Démocratie Française | 11    | 15,58 | -2  |
|              | Rassemblement Pour la République.  | 10    | 10,39 | -14 |
|              | Divers Droite                      | 6     | 11,69 | +1  |
| Total droite | Total droite                       | 27    | 37,66 | -13 |